# St. Christina (Ravensburg)

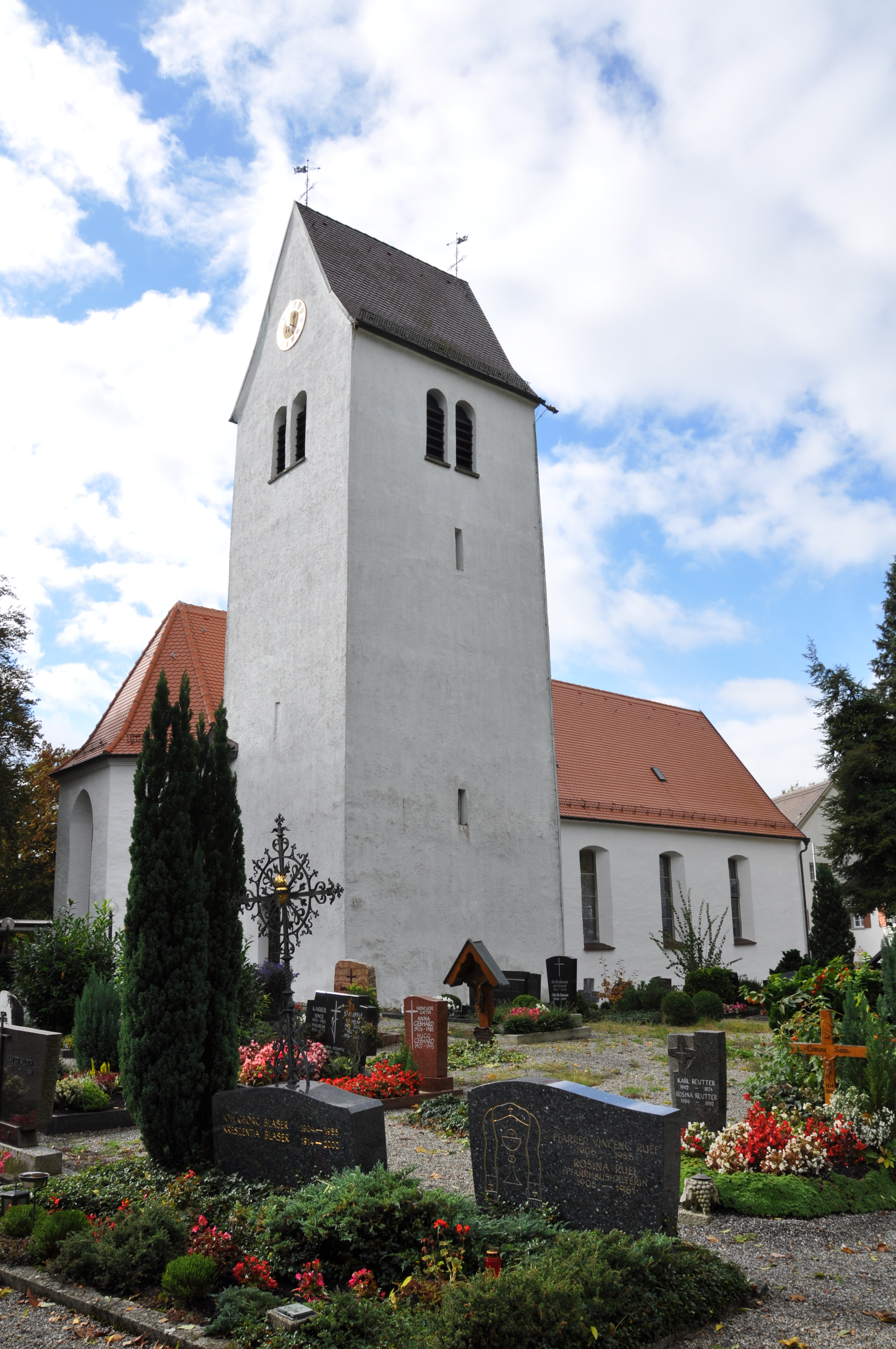
St. Christina in Ravensburg

Die römisch-katholische Pfarrkirche St. Christina steht gegenüber der Veitsburg in Ravensburg, der Kreisstadt des Landkreises Ravensburg in Baden-Württemberg. Die Pfarrei gehört zur Diözese Rottenburg-Stuttgart. Das Bauwerk ist beim Landesamt für Denkmalpflege Baden-Württemberg als Baudenkmal eingetragen.

## Beschreibung

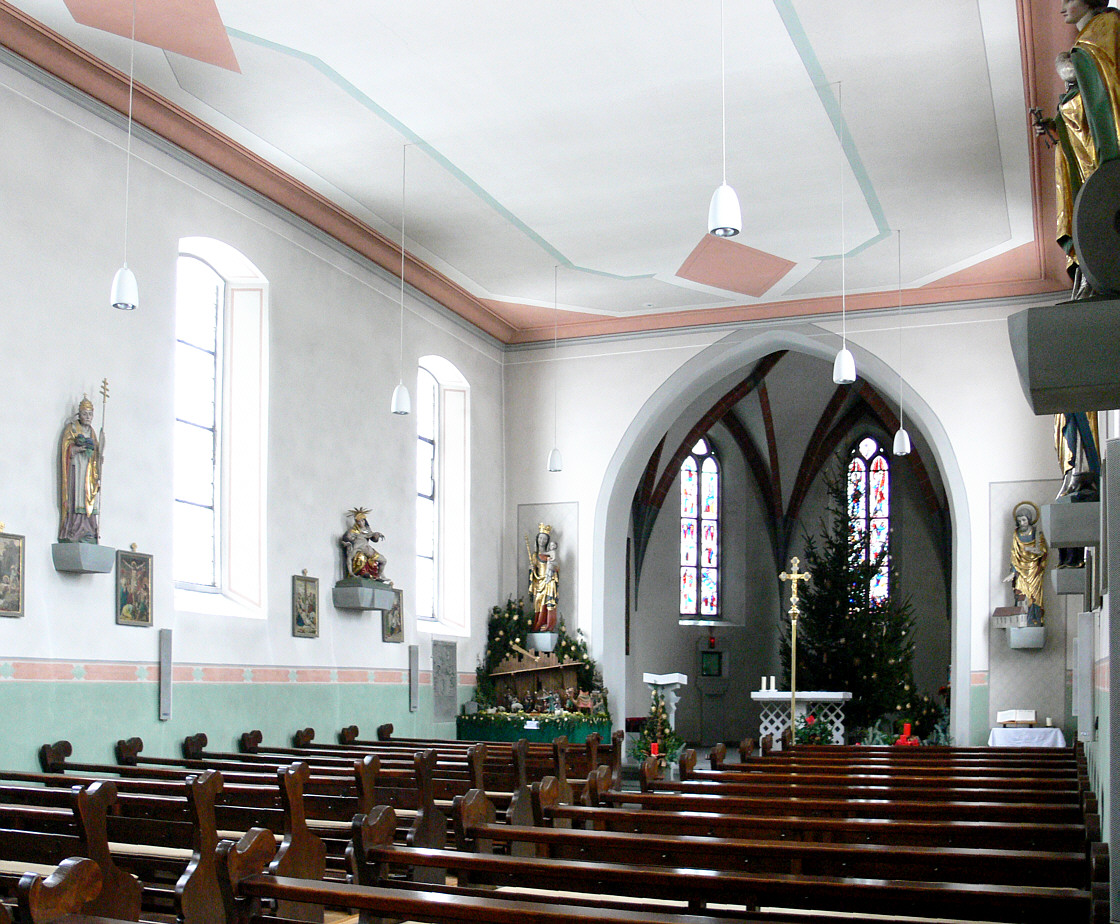
Blick zum Chor

Der Entwurf der gotischen Saalkirche wird Hans Niesenberger zugeschrieben. Sie besteht aus einem Langhaus, einem gleich breiten, dreiseitig geschlossenen Chor im Osten und einem quadratischen Chorflankenturm an der Nordwand des Chors, dessen untere Geschosse noch romanisch sind. Er wurde um ein Geschoss aufgestockt, das hinter den als Biforien gestalteten Klangarkaden den Glockenstuhl beherbergt. In den beiden Giebeln des Satteldaches befinden sich die Zifferblätter der Turmuhr.
Die 1891 auf der Empore von der Giengener Orgelmanufaktur Gebr. Link errichtete Orgel wurde später ersetzt.